# Slava Polunin
Vyacheslav Ivanovich (Slava) Polunin (em russo Вячеслав Иванович (Слава) Полунин; 12 de Junho de 1950) é um palhaço russo, criador dos shows "Asisyai-revista", "Snowshow" e "Diabolo", além de vários números para o Cirque du Soleil.

## Histórico
Polunin nasceu de família pobre em Novosil, Oryol Oblast, Rússia. Ele atraiu atenções na escola de teatro com suas imitações de Charles Chaplin, mas não conseguiu ser admitido no "Instituto de Teatro de Leningrado" por conta de sua pronúncia sofrível. Após alguns anos estudando numa escola de engenharia, formou-se pelo "Instituto Leningrado de Cultura Soviética", onde mais tarde lecionou.

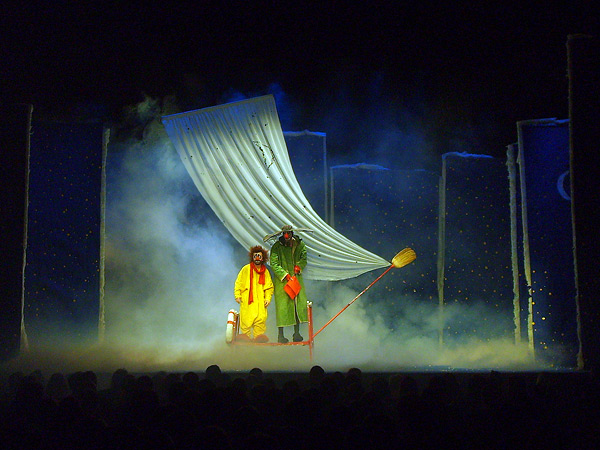
"Snowshow" de Polunin em Viena (janeiro de 2008).

Em 1968, começou a apresentar uma pantomima semi-profissional intitulada Litsedeyi (nome russo para mímico ou literalmente, pessoa que faz caretas). Em 1981, sua primeira apresentação bem sucedida na TV teve lugar num programa de Ano Novo denominado Novogodnij Ogonyok (Новогодний Огонёк): era uma parte do seu agora famoso Asisyai-revista. Em 1982, em Leningrado, ele organizou uma parada de mímicos, na qual mais de 800 artistas de todas as partes da União Soviética tomaram parte. Foi um evento inaudito, apresentando artistas semi-clandestinos numa época de estrito controle comunista sobre todas as a(c)tividades artísticas. Em 1985, durante o Festival Mundial da Juventude e dos Estudantes de Moscou ele organizou uma aula magna de pantomima, assistida por muitos mímicos do Ocidente. Em 1987, Polunin organizou o Festival de Teatro de Rua da URSS (Всесоюзный Фестиваль Уличных Театров): mais de 200 participantes, incluindo críticos e crianças, reuniram-se numa ilha desabitada no Golfo da Finlândia e fizeram passeios curtos por barco até a vizinha cidade de Leningrado.
Em 1988, o teatro de Polunin, Licedei, havia criado cinco espetáculos altamente bem-sucedidos: Sonhadores (Фантазёры), Excêntricos no sótão (Чурдаки), Da vida dos insetos, Asisyai-revista e Catástrofe. Decidiram comemorar o vigésimo aniversário do teatro com seu "funeral". Os eventos incluíram discursos fúnebres ao pé de vários caixões onde se lia o nome dos participantes, seguindo-se uma procissão onde os caixões foram levados através das ruas de Leningrado. Depois, os caixões foram incendiados e atirados rio Niva abaixo. Apesar do estilo teatral da performance, este foi realmente o fim do teatro. Os participantes acreditavam em Constantin Stanislavski, que declarou que qualquer teatro morre depois de existir por vinte anos.
Em 1989, Polunin organizou A Caravana da Paz, onde mímicos de várias partes do mundo puseram-se na estrada por seis meses, apresentando-se na rua em muitas cidades européias. Posteriormente, ele deu início a uma Academia dos Tolos, um centro dedicado a "ressurreição da cultura do carnaval na Rússia". O projeto foi iniciado com dinheiro do próprio Polunin, mas quando este acabou, foi interrompido. Em 1994, Polunin declarou que iria fazer umas poucas apresentações comerciais bem-sucedidas no Ocidente e depois voltaria para continuar seu trabalho na Academia com o dinheiro arrecadado. Entre as performances por ele organizadas estão o altamente exitoso Snowshow (Снежное шоу) e Diabolo dedicado à meditação cômica sobre a vida, morte e a beleza do universo.
Entusiastas chamam Polunin de "o melhor palhaço do mundo". Ele ganhou muitos prêmios de prestígio, incluindo o Gold Angle (Escócia), Nariz de Ouro (Espanha) e Triunfo (Rússia).

## Polunin no Brasil
Polunin apresentou o Slava Snowshow no Brasil, em São Paulo e Rio de Janeiro, a partir de 13 de junho de 2007. Embora a figura do palhaço encante as crianças, Polunin avisou que seu público-alvo são os adultos: "quero fazê-los felizes", declarou.